# Incendiario
Un incendiario es un individuo que provoca un incendio con premeditación y planificación. Los motivos que llevan a un incendiario a actuar pueden ser diversos, por mencionar algunos pueden citarse el afán de lucro, la maldad o sencillamente la insensatez.
Es importante diferenciar al incendiario del pirómano, ya que aunque ambos pueden provocan graves daños, los pirómanos son enfermos mentales, mientras que los incendiarios son personas plenamente conscientes de sus actos. Con frecuencia, cuando un incendiario es arrestado, suele mentir afirmando que padece piromanía para beneficiarse de un trato legal más benevolente, aunque la piromanía es una condición extremadamente rara.